# Macrobiotus richtersi
Macrobiotus richtersi is een soort in de taxonomische indeling van de beerdiertjes (Tardigrada).
Het diertje behoort tot het geslacht Macrobiotus en behoort tot de familie Macrobiotidae. De wetenschappelijke naam van de soort werd voor het eerst geldig gepubliceerd in 1911 door Murray.
Macrobiotus richtersi is een carnivoor en heeft onder laboratorium omstandigheden 61 rondwormen per dag opgegeten.
1. ↑   Sánchez-Moreno  et  al., Role of tardigrades in the suppressive service of a soil food web, Agriculture, Ecosystems & Environment, Volume 124, Issues 3–4, April 2008, Pages 187-192, 2008. Gearchiveerd op 5 september 2019.